# آنتونی سیوت
آنتونی سیوت (انگلیسی: Anthony Civet؛ زادهٔ ۱ آوریل ۱۹۹۷) بازیکن فوتبال اهل فرانسه است.
از باشگاه‌هایی که در آن بازی کرده‌است می‌توان به باشگاه فوتبال کلرمون فوت اشاره کرد.